# Carlton (Leicestershire)
Carlton – wieś w Anglii, w hrabstwie Leicestershire. Leży 19 km na zachód od miasta Leicester i 154 km na północny zachód od Londynu.